# May-Britt Moser

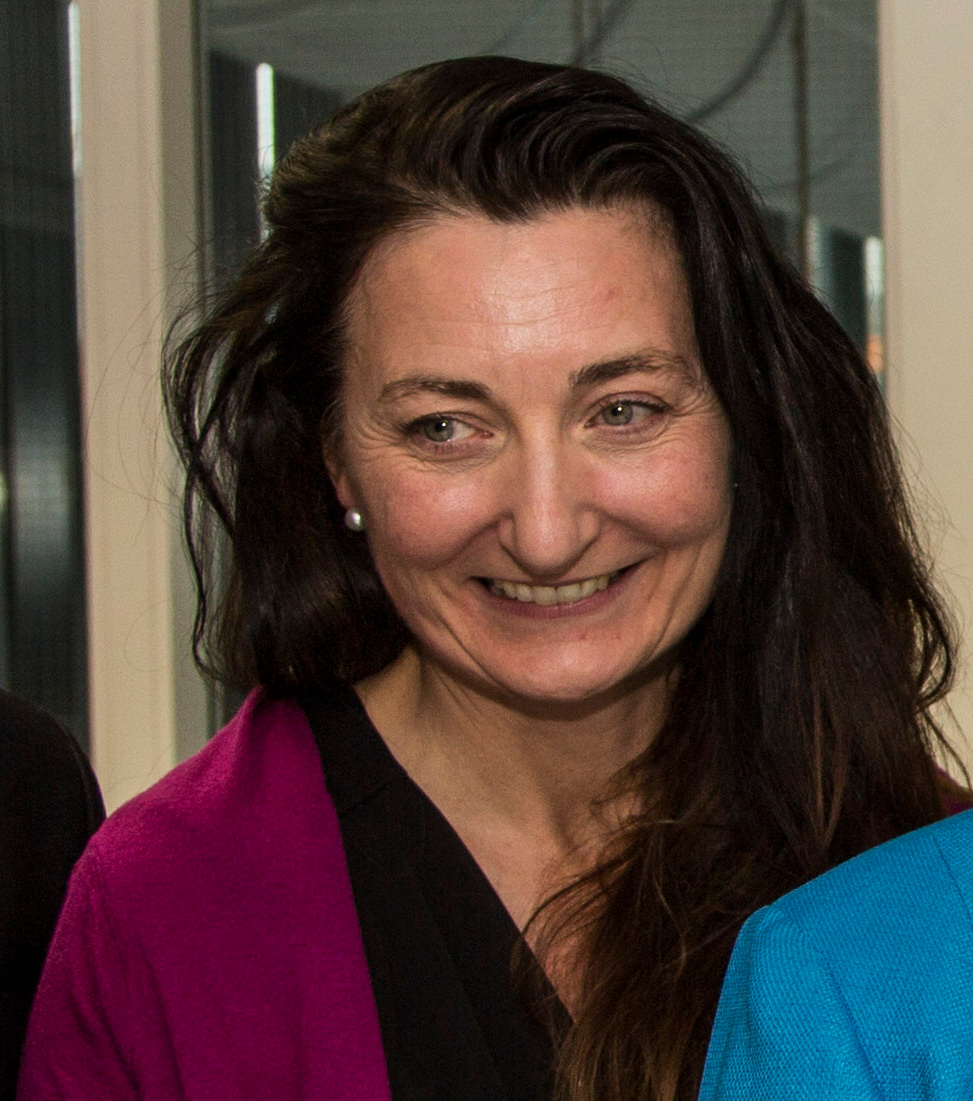
May-Britt Moser(2014)

May-Britt Moser (sinh ngày 4/1/1963) một nhà tâm lý học, nhà thần kinh học người Na Uy và là giám đốc sáng lập Viện Kavli Hệ thống thần kinh và Trung tâm Tính toán Thần kinh tại Đại học Khoa học Công nghệ Na Uy tại Trondheim, Na Uy. Moser và chồng bà là Edvard Moser đã đi tiên phong trong nghiên cứu về cơ chế của não bộ đại diện cho khoảng trống.
Edvard và May-Britt Moser đã được bổ nhiệm làm phó giáo sư về tâm lý học và thần kinh học tại NTNU vào năm 1996, chưa đầy một năm sau khi họ bảo vệ thành công luận án tiến sĩ.
Năm 2014, May-Britt Moser cùng John O'Keefe , và Edvard Moser giành Giải Nobel Sinh lý học và Y khoa do các khám phá về các tế bào tạo thành hệ thống định vị trong não.